# Stuart R. Schram
Stuart Reynolds Schram (Excelsior, Minnesota, 1924. február 27. – Franciaország, 2012. július 8.) amerikai fizikus, politológus, sinológus.

## Élete, munkássága
Schram a Minnesotai Egyetemen fizikusnak tanult, és 1944-ben szerzett diplomát. A diploma megszerzését követően besorozták, és Chicagóba került a Manhattan terv megvalósításán dolgozó tudóscsapathoz. A második világháborút követően neiratkozott a Columbia Egyetemre, ahol politológiát tanult, a doktori kutatásait pedig Franciaországban végezte. Érdeklődése az 1950-es években fordult Kína felé, ekkor kezdett el kínaiul is tanulni. Fő kutatási területe Mao Ce-tung élete és politikája volt. Nagyhatású Mao-életrajzát 1966-ban jelentette meg a Penguin Books. A londoni School of Oriental and African Studies meghívta, Scram pedig megalapította a Kortárs Kína Intézetet (Contemporary China Institute), és részt vett a China Quarterly című sinológiai szakfolyóirat szerkesztésében. 1989-ben költözött vissza az Egyesült Államokba. A Harvardon működő Fairbank Center for Chinese Studies igazgatójának, Roderick MacFarquhar (1930–) a felkérésére el kezdett dolgozni egy, Mao Ce-tung írásait tartalmazó sorozat fordításán, szerkesztésén, amelynek tíz kötetéből hét még halála előtt megjelent. 2012 júliusában Franciaországban hunyt el agyvérzés következtében.

## Főbb művei
- 1954. Protestantism and Politics in France. Corbiére & Jugain
- 1966. Mao Tse-tung. Penguin Books
- 1967. trans. Mao Tse-Tung: Basic Tactics. Pall Mall Press
- 1969. The Political Thought of Mao Tse-tung. Praeger
- 1974. Mao Tse-tung Unrehearsed. Penguin Books. ISBN 9780140217865
- 1975. Chairman Mao Talks to the People: Talks and Letters: 1956–1971. Pantheon Books. ISBN 9780394706412
- 1983. Mao Zedong: a Preliminary Reassessment.  Hong Kong: Chinese University Press. ISBN 9789622013032
- 1985. ed. The Scope of State Power in China. School of Oriental and African Studies. ISBN 9780728601222
- 1989.  The Thought of Mao Tse-Tung. Cambridge University Press. ISBN 9780521310628
- 1992–. With Nancy Jane Hodes. Mao's Road to Power: Revolutionary Writings 1912-1949.  New York: M. E. Sharpe 
  - 1992. Volume I: The Pre-Marxist Period, 1912–1920. ISBN 9781563244575
  - 1992. Volume II: National revolution and social revolution, December 1920–June 1927. ISBN 9781563244308
  - 1995. Volume III: From the Jinggangshan to the establishment of the Jiangxi Soviets, July 1927–December 1930. ISBN 9781563244391
  - 1997. Volume IV: The Rise and Fall of the Chinese Soviet Republic, 1931–1934. ISBN 9781563248917
  - 1998. Volume V: Toward the Second United Front, January 1935–July 1937. ISBN 9780765603494
  - 2004. Volume VI: The New Stage, August 1937–1938. ISBN 9780765607935
  - 2005. Volume VII: New Democracy, 1939–1941 . ISBN 9780765607942